# عبد الرزاق المهدي
عبد الرزاق المهدي (1961 -) هو رجل دين إسلامي سوري شارك بنشاط في القتال في الثورة السورية ضد نظام بشار الأسد. وكان شرعي هيئة تحرير الشام ثم ترك الحركة. أصله من حي الصالحية بدمشق.

## دراسته
بدأ عبد الرزاق المهدي دراسة العلوم الإسلامية في عام 1977 في مؤسسة الفتح الإسلامي بدمشق، ودرس على يد العديد من الشيوخ من أشهرهم عبد الرزاق الحلبي مفتي الحنفية. وقرأ عليه القرآن كاملاً برواية حفص وحصل على إجازة في التلاوة. كما درس عند محمد أديب الكلاس والعديد من العلماء الآخرين.
اهتم بعلوم الحديث وشرع في تخريج الأحاديث، تمييز الصحيح من الضعيف، ودرس كتب الحديث وعلم المصطلح وقرأ الكتب الكلاسيكية وأعمال العلماء المتأخرين والمعاصرين، تتلمذ على يد عبد القادر الأرناؤوط وكان يرتاده عنده ويجلس ويستفيد منه.
عندما تخرج المهدي من كلية الشريعة الإسلامية، بدأ العمل في تحقيق المخطوطات. وعيّن إماماً وخطيباً لعدة مساجد في دمشق وريفها. لكن أُكره على التوقف عن الوعظ والدراسة أكثر من مرة لأسباب أمنية.

## آراؤه وفتاويه
يبث عبد الرزاق المهدي برنامج فتاوى أسبوعي على الإنترنت بعنوان: «فتاوى من أرض الشام»، ويتلقى العديد من الأسئلة ويجيب عليها. ومن أشهر فتاويه وآرائه:
- قال أنه لا يجوز للجماعات الإسلامية المعارضة للنظام قتل غير المقاتلين، وأن الهجمات الانتقامية التي لا تفرق بين المدنيين وغيرهم تُسيء للمسلمين والمجاهدين.[2]

- طالب المسلمين بالتدخل ضد «الرافضة الشيعة» في ديسمبر 2016 خلال معركة حلب.[3]

### نشاطاته
- بعد وفاة المُفكر محمد سرور، قدم عبد الرزاق المهدي تعازيه، وعلق على أثره.[4] ونشر المهدي شريط فيديو يدعو للوحدة تحت قيادة رجال الدين الإسلامي.
- نشر مقال في العدد التاسع عشر من مجلة الحزب الإسلامي التركستاني عن إسلام السلطان ساتق بغرة خان، وغزوات قتيبة بن مسلم.[5]
- ظهر مع عبد الله المحيسني وهاني السباعي وأبو قتادة في مقطع فيديو للحزب الإسلامي التركستاني.[6]
- حضر في ندوة نظمها الحزب الإسلامي التركستاني في سوريا عن كتاب «طوبى الغرباء # 6» وألقى كلمة الندوة حسن محسوم.[7][8]
- طالب عبد الرزاق المهدي وعبد الله المحيسني المسلمين بالدعم المالي لقضية الحزب الإسلامي التركستاني، وأشادوا بالمقاتلين الأجانب الأويغور لدورهم في الثورة السورية التي تقاتل ضد نظام الأسد القمعي.[9][10]

## هيئة تحرير الشام
عمل المحيسني وأبو طاهر الحموي وعبد الرزاق المهدي في تأسيس هيئة تحرير الشام. وظهروا ضمن الأعضاء المؤسسين للهيئة، ولكن بعد بضعة أشهر في 8 مارس 2017 أعلن عبد الرزاق المهدي انفصاله عن المجموعة على قناته الرسمية، جاء ذلك في أعقاب الاقتتال بين أحرار الشام في جنوب إدلب وشمال حماة وبين جند الأقصى، وعلى إثر الاشتباكات، بايعت جند الأقصى جبهة فتح الشام وقبلت الجبهة بيعتها وحل الجند واندماجهم كاملاً داخل فتح الشام. ولكن حركة أحرار الشام أعلنت مواصلة قتال جند الأقصى حتى بعد إعلان بيعتها لفتح الشام.
ومنذ انفصال المهدي عن الهيئة استمر في نشاطاته الدعوية الإسلامية بشكل مستقل، حيث يظهر في بعض برامج الفتاوى عبر الإنترنت.

## أعماله
تركزت أعمال عبد الرزاق المهدي في مراجعة وتحقيق الكتب وتخريج أحاديثها، حيث قام بتحقيق وتخريج العديد من الكتب التراثية الإسلامية من أبرزها:
- تفسير القرآن العظيم لابن كثير، 5 مجلدات
- تفسير القرطبي، 10 مجلدات
- تفسير الشوكاني؛ 5 مجلدات
- أحكام القرآن لابن العربي، 4 مجلدات
- تفسير البغوي؛ 5 مجلدات
- تفسير الكشاف للزمخشري؛ 5 مجلدات
- تفسير البحر المحيط لأبي حيان الغرناطي. 8 مجلدات
- التسهيل لعلوم التنزيل لابن جزي. 2 مجلدات
- أضواء البيان، للشنقيطي
- فتح البيان في مقاصد القرآن، لصديق حسن خان
- التمهيد لما في الموطأ من المعاني والأسانيد، لابن عبد البر
- الروض المربع شرح زاد المستقنع، للبهوتي
- بداية المجتهد لابن رشد.
- الاعتصام للشاطبي
- فتح المجيد
- الشريعة للآجري
- التاريخ المجدد لمدينة السلام وأخبار فضائلها الأعلام ومن وردها من الأعلام، المعروف بـ «تاريخ المدينة»، لمحب الدين بن النجار
- زاد المعاد لابن القيم
- تلبيس إبليس لابن الجوزي
- مختصر زاد المعاد ومختصر السيرة النبوية، لمحمد بن عبد الوهاب
- الأذكار للنووي
- الرحلة في طلب الحديث، للخطيب البغدادي
- الموطأ، 4 مجلدات